# Kaema
Cao nguyên Kaema nằm tại Cộng hòa Dân chủ Nhân dân Triều Tiên. Vây quanh cao nguyên là các dãy núi Rangrim, Macheollyeong và Bujeollyeong. Độ cao của cao nguyên thay đổi từ 700 đến 2.000 mét so với mặt biển với tổng diện tích 40.000 km², dốc về phía bắc đến biên giới với Trung Quốc. Đây là vùng bình nguyên lớn nhất tại bán đảo Triều Tiên và thường được gọi là "nóc nhà của Triều Tiên". Tại Triều Tiên, cao nguyên Kaema được chia thành cao nguyên Kaema, cao nguyên Chagang và cao nguyên Baekmu (tại Musan). Trong trường hợp này, diện tích cao nguyên Kaema là khoảng 10.000 km².
Từ một triệu năm trước, cao nguyên Kaema vốn là một vùng đồng bằng bằng phẳng, một phần mở rộng của đồng bằng nằm ở Đông Bắc Trung Quốc ngày nay. Vì vậy, các sông như Hochon và Changjin đã từng là chi lưu của sông Tùng Hoa. Tuy nhiên, đồng bằng đã được nâng lên đến độ cao như ngày nay. Ngoài ra, bazan của dãy núi Paektu (Trường Bạch tại Trung Quốc) tích lũy tại huyện tự trị Trường Bạch, đã khiến cho các dòng sông đổ vào Áp Lục. Các thung lũng được hình thành sau đó do kết quả của các nhánh chi lưu. Địa hình bằng phẳng vẫn còn tồn tại ở một số nơi thuộc phần đông nam của cao nguyên.